# Estación Rufino
Rufino es una estación ferroviaria argentina, ubicada en la localidad del mismo nombre, en la Provincia de Santa Fe.
Pertenece al Ferrocarril General San Martín, que une Buenos Aires con Mendoza.

## Servicios
No prestaba servicios de pasajeros desde el 10 de marzo de 1993, manteniendo tráfico de cargas a cargo de Trenes Argentinos Cargas.
A comienzos del 2015 se anunció el regreso de los trenes de pasajeros entre esta estación y Retiro. Luego de un viaje de prueba satisfactorio, se anunció la apertura del servicio para el 27 de febrero de 2015. El servicio fue operado por la empresa estatal Trenes Argentinos con formaciones cero kilómetro de origen chino, cesó sus servicios en enero de 2017 a causa del desborde de la laguna La Picasa que anegó las vías, recortando el servicio sólo hasta Junín.
El 18 de octubre de 2021 se anunció la vuelta del tren a la estación Rufino para el mes de noviembre de 2021, tras más de cuatro años de ausencia y con un viaje de prueba desde la localidad de Junín.
Mientras tanto, la estación recibió las obras correspondientes para estar activa desde el 5 de noviembre de 2021, día el cual se reestablece al público el servicio de pasajeros.

## Historia
Fue inaugurada por el Ferrocarril Buenos Aires al Pacífico el 8 de octubre de 1886, como una parada precaria. La actual infraestructura fue inaugurada el 22 de diciembre de 1907.
Con la nacionalización de los ferrocarriles en 1948, la estación pasó a formar parte del patrimonio estatal.
El 10 de marzo de 1993, durante el gobierno de Carlos Menem, fueron cancelados todos los servicios de pasajeros (hasta entonces Rufino contaba con trenes a Retiro, Mendoza y San Rafael). Los servicios de cargas fueron privatizados.

## Imágenes

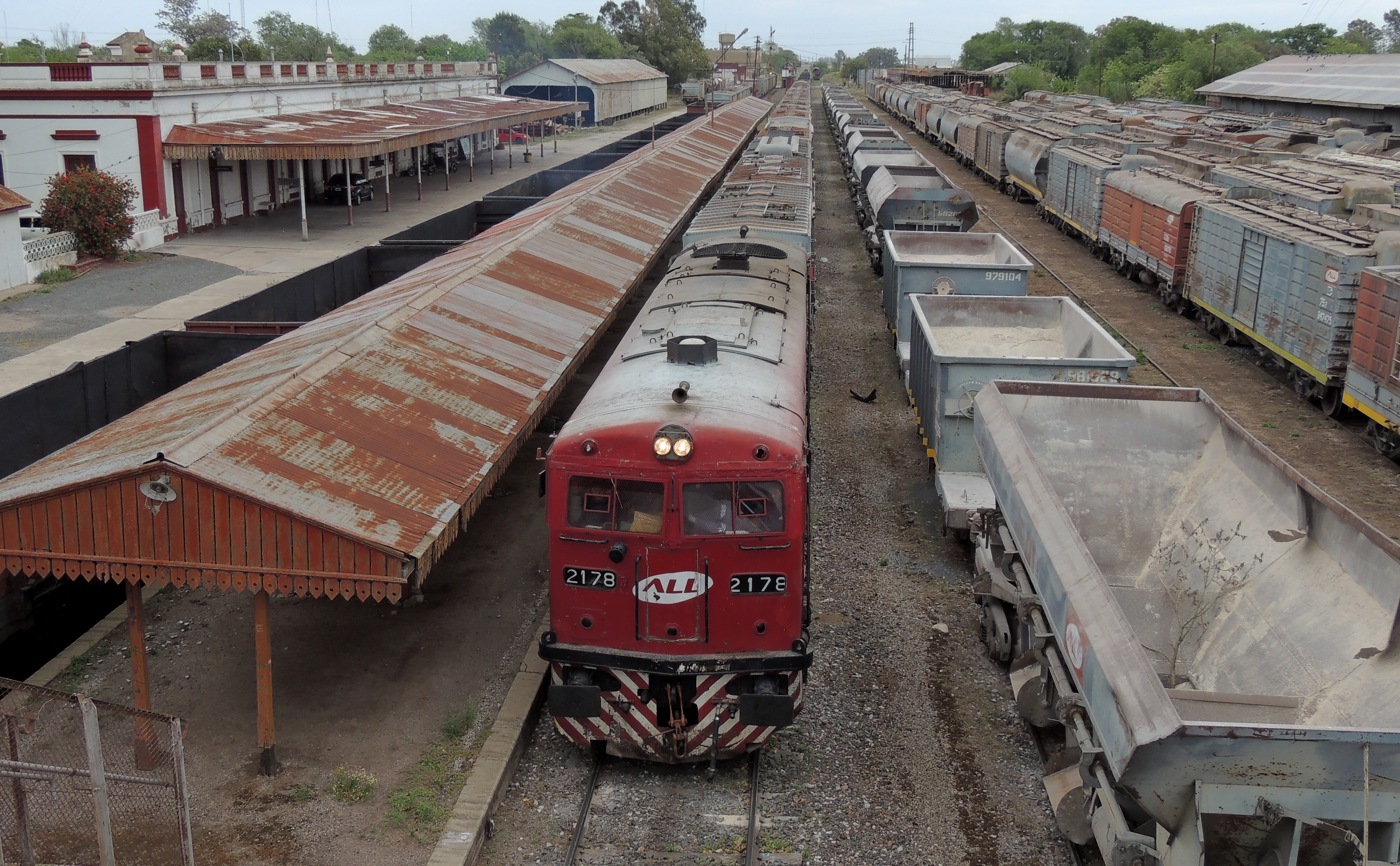
Paso de tren de carga
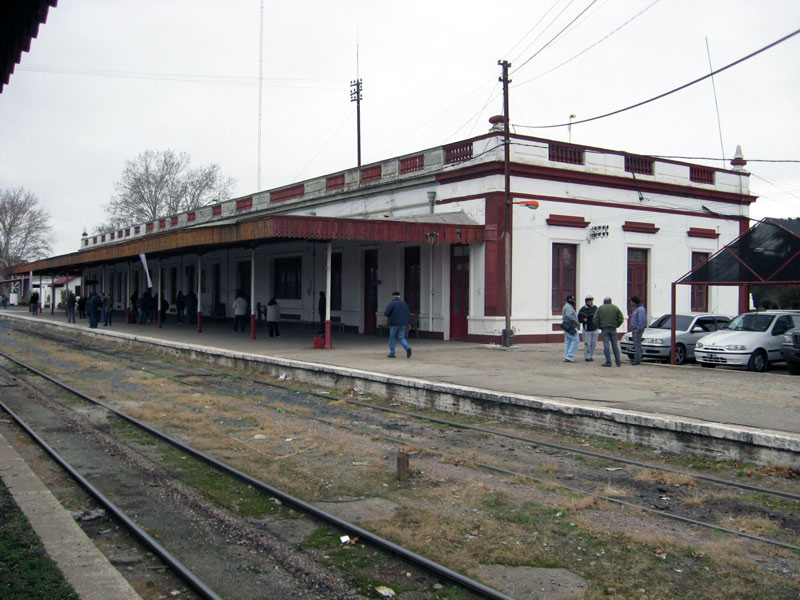
Edificio principal
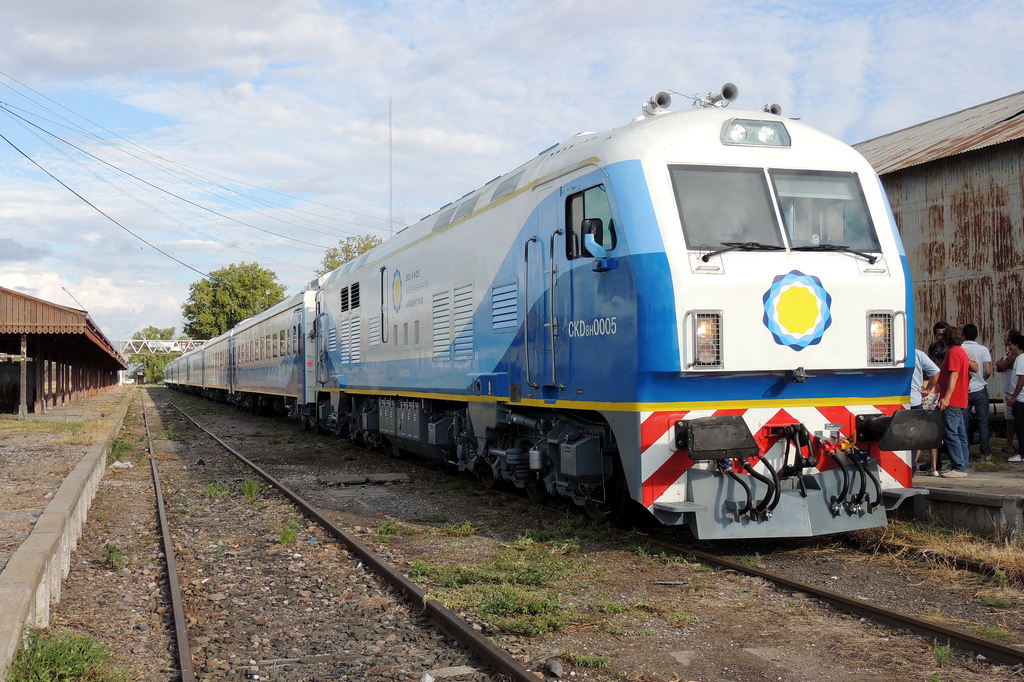
Tren 0km de prueba
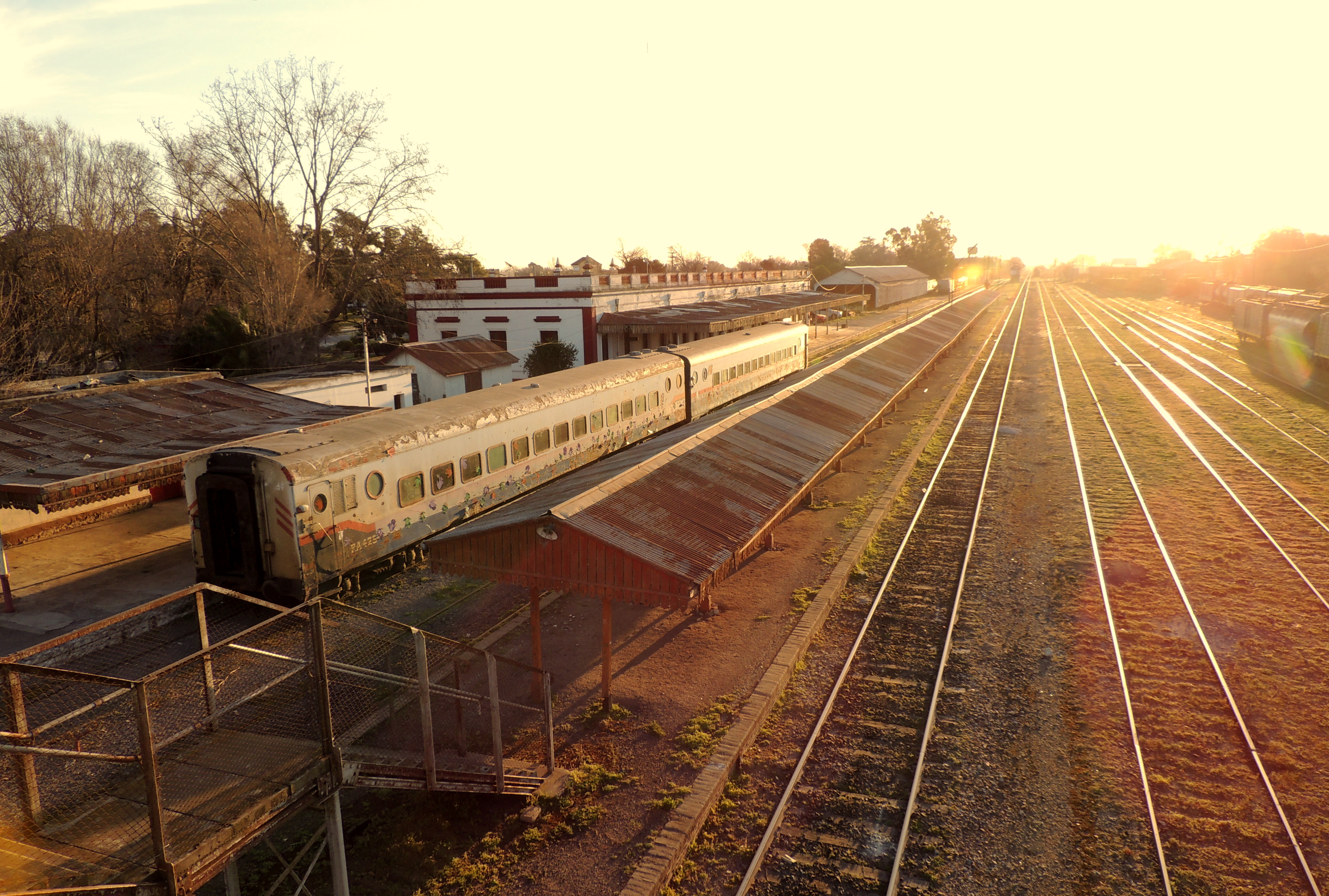
Atardecer desde el puente
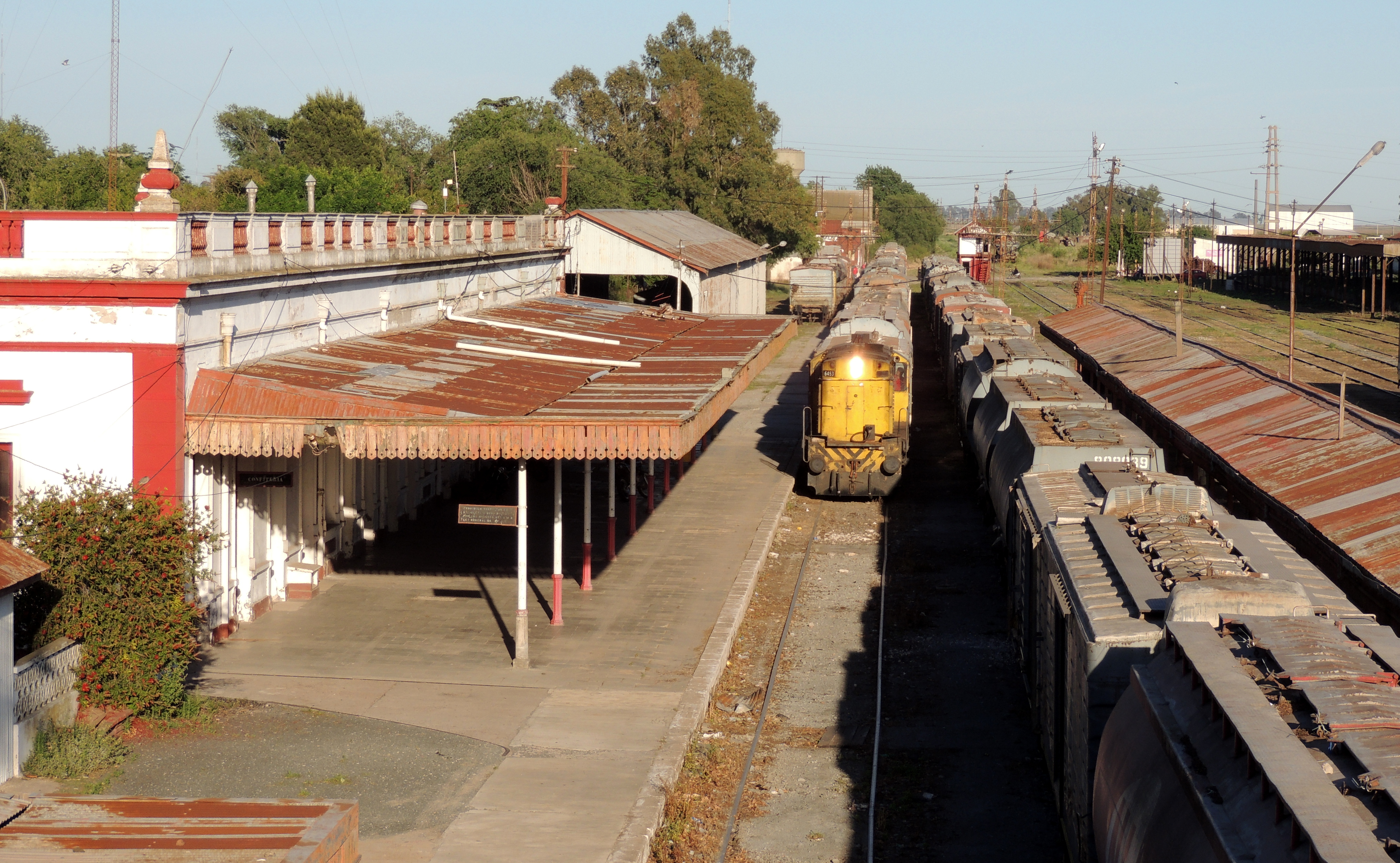
Andén principal